# Jacques Frantz
Jacques Frantz (Dijon, 1947. április 4. – Párizs, 2021. március 17.) francia színész.

## Fontosabb filmjei
Mozifilmek
- L'homme du fleuve (1975)
- A kérdés (La question) (1977)
- A szoknyás zsaru (Tendre poulet) (1977)
- Les petits câlins (1978)
- Olajralépés (La carapate) (1978)
- Csatár a pácban (Coup de tête) (1979)
- Balekok (Les compères) (1983)
- Le joli coeur (1984)
- Zsaroló zsaruk (Les ripoux) (1984)
- Az iker (Le jumeau) (1984)
- Ecetes csirke (Poulet au vinaigre) (1985)
- Bâton Rouge (1985)
- Hétköznapi csetepaté (La crise) (1992)
- Szeresd apádat! (Aime ton père) (2002)
- Csábító a bejárónőm (Une femme de ménage) (2002)
- Ki ölte meg Pamela Rose-t? (Mais qui a tué Pamela Rose?) (2003, hang)
- Tulipános Fanfan (Fanfan la Tulipe) (2003)
- Hajsza (Contre-enquête) (2007)
- Az első csillagos (La première étoile) (2009)
- G. I. Joe: A Kobra árnyéka (G.I. Joe: The Rise of Cobra) (2009)
- Szívrablók (L'arnacoeur) (2010)
- Algériai napok (Ce que le jour doit à la nuit) (2012)
- Les reines du ring (2013)
- Dieumerci! (2016)

Tv-filmek
- Alibi-bankjegy (Billet doux) (1984)
- Felesleges kölyök (Un enfant de trop) (1995)